# Daniel Vélasques
Daniel Roger Vélasques (ur. 11 grudnia 1943 w Sainte-Marie-aux-Mines) – francuski lekkoatleta (sprinter), medalista olimpijski z 1972 i mistrzostw Europy z 1974.
Specjalizował się w biegu na 400 metrów. Zajął 6. miejsce w sztafecie 4 × 400 metrów (w składzie: Gilles Bertould, Christian Nicolau, Vélasques i Jean-Claude Nallet) na mistrzostwach Europy w 1971 w Helsinkach.
Zdobył brązowy medal w sztafecie 4 × 400 metrów (w składzie: Bertould, Vélasques, Francis Kerbiriou i Jacques Carette) na igrzyskach olimpijskich w 1972 w Monachium, a w biegu na 400 metrów odpadł w ćwierćfinale.
Na halowych mistrzostwach Europy w 1974 w Göteborgu zdobył srebrny medal w sztafecie 4 × 2 okrążenia (sztafeta biegła w składzie: Pierre Bonvin, Patrick Salvador, Vélasques i Lionel Malingre).
Zajął 4. miejsce w sztafecie 4 × 400 metrów (w składzie: Nallet, Vélasques, Carette i Francis Demarthon) na mistrzostwach Europy w 1974 w Rzymie.
Na igrzyskach olimpijskich w 1976 w Montrealu sztafeta francuska w składzie: Hugues Roger, Vélasques, Kerbiriou i Hector Llatser odpadła w eliminacjach.
Był wicemistrzem Francji w biegu na 400 metrów w 1972, 1974 i 1976, a także brązowym medalistą na tym dystansie w 1967.
Był rekordzistą Francji w sztafecie 4 × 400 metrów z wynikiem 3:00,65 osiągniętym 10 września 1972 w Monachium.
Rekordy życiowe Daniela Vélasquesa:
| Konkurencja        | Data i miejsce          | Wynik |
| ------------------ | ----------------------- | ----- |
| bieg na 400 metrów | 23 lipca 1972, Colombes | 46,15 |